# Becky Lynch
Rebecca Quin (* 30. ledna 1987, Limerick, Irsko), známější jako Becky Lynch, je irsko-americká profesionální zápasnice pracující ve společnosti WWE. Je zařazena do rosteru RAW.

## Život
Narodila se 30. ledna 1987 v irském Limeriku, ale vyrůstala v Dublinu. Již od dětství se zajímala o wrestling společně se svým bratrem Ritchym. Navštěvovala University College Dublin, školu ale nakonec nevystudovala. Pokračovala ve wrestlingové přípravě. To se jí vyplatilo a v dubnu 2013 podepsala s WWE profesionální smlouvu. Ve společnost získala několik titulů a stala se jednou z nejlepších hvězd společnosti.
V lednu roku 2019 začala chodit s wrestlerem Sethem Rollinsem, v srpnu stejného roku se pár zasnoubil a v prosinci roku 2020 se jim narodila dcera. Pár se vzal v červnu roku 2021.
V březnu 2024 získala americké občanství.

## Videohry
Má hratelnou postavu ve videoherní sérii WWE 2K. Poprvé se objevila ve hře WWE 2K17. Také se objevila ve hře Fortnite

## Filmografie

### Film
| Rok  | Název filmu                  | Role               |
| ---- | ---------------------------- | ------------------ |
| 2018 | The Marine 6: Close Quarters | Maddy Hayes        |
| 2021 | Rumble                       | Axehammer (dabing) |

## Úspěchy

### WWE
- NXT Women's Championship (1x)
- WWE Raw Women's Championship (2x)
- WWE SmackDown Women's Championship (5x)
- WWE Women's Intercontinental Championship (1x)
- WWE Women's Tag Team Championship (2x) s Litou a s Lyrou Valkyirí
- Royal Rumble (2019)
- Grand Slam
- Triple Crown